# Sala de guardias (Alcázar de Madrid)

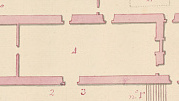
La sala (4) en una copia del Plano de Gómez de Mora.

La sala de guardias fue una importante estancia del desaparecido Real Alcázar de Madrid.

## Historia
El origen de la sala de guardias se encuentra en la división en dos partes de la sala rica del alcázar a finales del siglo XVI.
La división formó dos salas:
- Al este, y tomando la mayor parte de la sala rica, la sala de guardias
- Al oeste, una parte considerablemente menor, formó la saleta.

La sala desapareció en el incendio del alcázar de Madrid.

## Descripción
Se situaba en la parte más al sur de la crujía norte del alcázar, en el lado oeste de esta crujía y a la altura del piso principal. Se trataba de una sala de grandes dimensiones y planta rectangular.
Se entraba a la sala por el corredor superior del patio del rey, guardaban la puerta de la sala las guardias alemana y española, una a cada lado de esa puerta. En el interior de la sala prestaba su guardia la de arqueros.
Al oeste de la sala se accedía a la saleta. 
En el Plano de Gómez de Mora se representa bajo el número 4.